# Festival Internacional de Cinema del Sàhara
El Festival Internacional de Cinema del Sàhara (FiSahara) és un esdeveniment anual que té lloc als campaments de refugiats saharauis de Tindouf, al sud-oest d'Algèria, prop de la frontera amb el Sàhara Occidental. El FiSahara té el suport del Front Polisario i es va celebrar per primera vegada el 2004. El FiSahara neix amb el propòsit de portar el cinema com a forma cultural d'entreteniment i sensibilització als milers de saharauis que han viscut durant més de trenta anys en un aïllament relatiu al desert algerià. El primer FiSahara fou iniciativa del director de cinema peruà Javier Corcuera. Al director de la pel·lícula guanyadora se li lliura com a premi una camella blanca.

## Països convidats i pel·lícules guanyadores
Alguns anys, el FiSahara ha escollit un país convidat, les pel·lícules del qual són projectades i

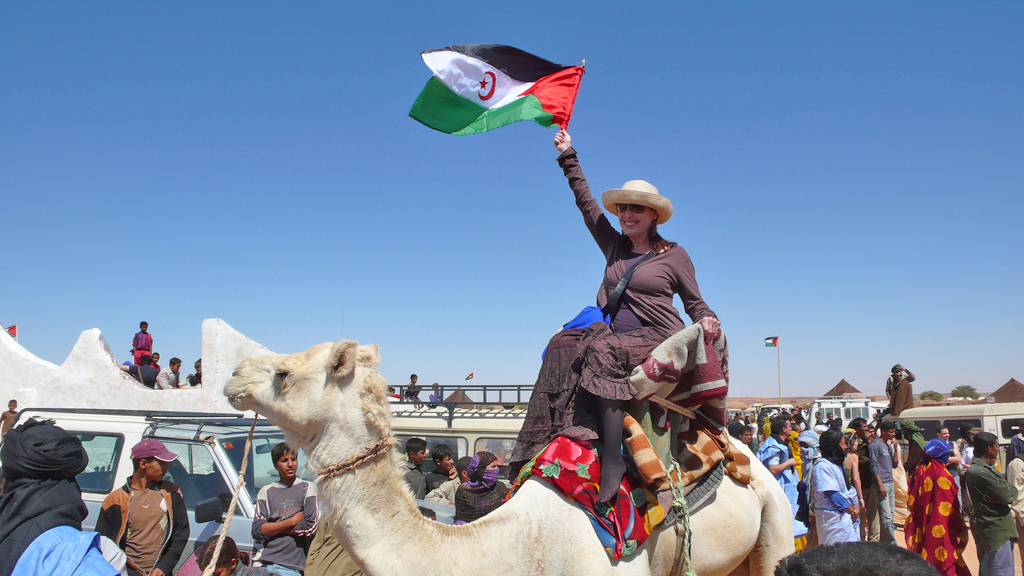
L'actriu espanyola Verónica Forqué al FiSahara

s'hi realitzen activitats relacionades:
| Any  | País convidat | Pel·lícula guanyadora                       |
| ---- | ------------- | ------------------------------------------- |
| 2003 |               | El bosque animado, sentirás su magia        |
| 2004 |               | (no celebrat)                               |
| 2005 |               | Madame Brouette                             |
| 2006 | Cuba          | La història del camell que plora            |
| 2007 |               | Azur et Asmar                               |
| 2008 |               | It's a Free World...                        |
| 2009 | Algèria       | Che                                         |
| 2010 | Sud-àfrica    | El problema. Testimonio del pueblo saharaui |
| 2011 | Veneçuela     | Entrelobos                                  |
| 2012 | Méxic         | Oulda lemzun (Hijos de las nubes)           |
| 2013 | EUA           | Mayibuye I                                  |
| 2014 | Sud-àfrica    | Legna: habla el verso saharaui              |
| 2015 | [ 5 ]         | Granito: How to Nail a Dictator             |
| 2016 |               | Leyuad, un viaje al pozo de los versos      |
| 2017 | [ 6 ]         | (celebrat a Madrid)                         |
| 2018 |               | Sukeina: 4.400 días de noche                |